# Dermechinus horridus
Dermechinus horridus är en sjöborreart som först beskrevs av Alexander Emanuel Agassiz 1879.  Dermechinus horridus ingår i släktet Dermechinus och familjen taggsjöborrar. Inga underarter finns listade i Catalogue of Life.